# Jaulny
Jaulny é uma comuna francesa na região administrativa de Grande Leste, no departamento de Meurthe-et-Moselle. Estende-se por uma área de 8,25 km². Em 2010 a comuna tinha 202 habitantes (densidade: 24,5 hab./km²).